# Matt Serra

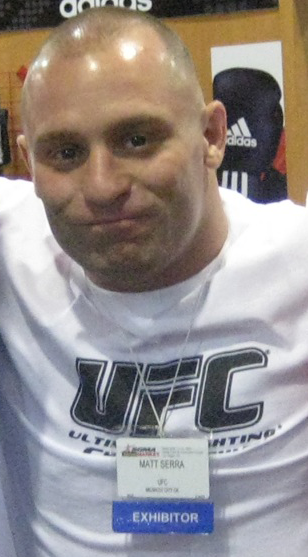
Matt Serra, Juni 2007

Matt Serra (* 2. Juni 1974; Ringname The Terror) ist ein ehemaliger US-amerikanischer Mixed-Martial-Arts-Kämpfer. Der Brazilian-Jiu-Jitsu-Schwarzgurt ist ein ehemaliger Weltergewichts-Titelhalter der Ultimate Fighting Championship, Sieger der vierten Staffel von The Ultimate Fighter und Silbermedaillengewinner der ADCC Submission Wrestling World Championship. Seine Kampfbilanz beträgt elf Siege und sieben Niederlagen.

## Sportliche Laufbahn
Matt Serra begann zuerst mit Kung Fu und trainierte dann Brazilian Jiu-Jitsu unter Renzo Gracie. Er nahm 1999 an den BJJ-Weltmeisterschaften teil und platzierte sich an der ADCC Submission Wrestling World Championship 2001 in der Klasse bis 77 kg auf dem zweiten Platz. Zuerst bei einem kleinen MMA-Veranstalter in New York antretend, hatte er am 4. Mai 2001 sein Debüt in der UFC. Dort erarbeitete er sich eine Bilanz von vier Siegen und vier Niederlagen. Darauf wurde er als Teilnehmer an der vierten Staffel von The Ultimate Fighter verpflichtet. Sein Sieg im Finale gegen Chris Lytle sicherte ihm einen Titelkampf gegen Welterweight-Champion Georges St. Pierre. Zur Überraschung vieler konnte Serra im Hauptkampf der UFC 69 am 7. April 2007 St. Pierre durch TKO in der ersten Runde besiegen und wurde neuer Titelhalter. Serra nahm darauf als Coach an der sechsten Staffel von The Ultimate Fighter und sollte danach eine Titelverteidigung gegen seinen Kontrahenten Matt Hughes bestreiten, die er aber wegen einer Verletzung nicht antreten konnte. In Folge musste er an der UFC 83 am 19. April 2008 erneut gegen St. Pierre kämpfen, der inzwischen gegen Hughes den Interimstitel geholt hatte. Diesmal wurde er besiegt, durch TKO in der zweiten Runde. Auch sein nächster Kampf, gegen Matt Hughes im Mai 2009, endete in einer Niederlage. Nach einem Sieg über Frank Trigg, verlor er die erneute Begegnung mit Chris Lytle im September 2010. Daraufhin trat er vom aktiven MMA-Sport zurück.
Matt Serra führt mit seinem Bruder Nick die Kampfsportschule Serra Brazilian Jiu-Jitsu auf Long Island.